# Campionato europeo femminile under 18 di pallavolo 2009
Il campionato europeo pre-juniores di pallavolo femminile 2009 si è svolto dal 4 al 9 aprile 2009 a Rotterdam, nei Paesi Bassi. Al torneo hanno partecipato 12 squadre nazionali europee e la vittoria finale è andata per la prima volta al Belgio.

## Qualificazioni
Hanno partecipato al campionato europeo pre-juniores la nazionale del paese ospitante, la prima classificata al campionato europeo pre-juniores 2007 e dieci squadre provenienti dai gironi di qualificazioni.

## Gironi
Dopo la prima fase a gironi, le prime due classificate hanno acceduto ai quarti di finale per il primo posto, mentre le ultime classificate hanno acceduto alle semifinali per il nono posto; le squadre vincenti ai quarti di finale hanno acceduto alle semifinali per il primo posto, mentre le perdenti hanno acceduto alle semifinali per il quinto posto.
| Girone A                 | Girone B                     | Girone C               | Girone D                 |
| ------------------------ | ---------------------------- | ---------------------- | ------------------------ |
| Belgio Russia Slovacchia | Paesi Bassi Ucraina Ungheria | Germania Grecia Serbia | Italia Rep. Ceca Turchia |

## Fase finale

### Finali 1º - 3º posto
|  | Quarti     | Quarti |            |            | Semifinale         | Semifinale         |  |  | Finale 1º/2º posto | Finale 1º/2º posto |
|  |            |        |            |            |                    |                    |  |  |                    |                    |
|  |            |        |            |            |                    |                    |  |  |                    |                    |
|  |            |        |            |            |                    |                    |  |  |                    |                    |
|  | Belgio     | 3      |            |            |                    |                    |  |  |                    |                    |
|  | Belgio     | 3      |            |            |                    |                    |  |  |                    |                    |
|  | Ucraina    | 0      |            |            |                    |                    |  |  |                    |                    |
|  | Ucraina    | 0      | Belgio     | 3          |                    |                    |  |  |                    |                    |
|  |            |        | Belgio     | 3          |                    |                    |  |  |                    |                    |
|  |            | Italia | 1          |            |                    |                    |  |  |                    |                    |
|  | Italia     | Italia | 1          | 3          |                    |                    |  |  |                    |                    |
|  | Italia     |        |            | 3          |                    |                    |  |  |                    |                    |
|  | Germania   | 0      |            |            |                    |                    |  |  |                    |                    |
|  | Germania   | 0      | Belgio     | 3          |                    |                    |  |  |                    |                    |
|  |            |        | Belgio     | 3          |                    |                    |  |  |                    |                    |
|  |            | Serbia | 1          |            |                    |                    |  |  |                    |                    |
|  | Ungheria   | Serbia | 1          | 1          |                    |                    |  |  |                    |                    |
|  | Ungheria   |        |            | 1          |                    |                    |  |  |                    |                    |
|  | Slovacchia | 3      |            |            |                    |                    |  |  |                    |                    |
|  | Slovacchia | 3      | Slovacchia | 2          | Finale 3º/4º posto | Finale 3º/4º posto |  |  |                    |                    |
|  |            |        | Slovacchia | 2          | Finale 3º/4º posto | Finale 3º/4º posto |  |  |                    |                    |
|  |            | Serbia | 3          |            |                    |                    |  |  |                    |                    |
|  | Serbia     | Serbia | 3          | 3          | Italia             | 3                  |  |  |                    |                    |
|  | Serbia     |        |            | 3          | Italia             | 3                  |  |  |                    |                    |
|  | Turchia    | 0      |            | Slovacchia | 1                  |                    |  |  |                    |                    |
|  | Turchia    | 0      |            |            | 1                  |                    |  |  |                    |                    |
|  |            |        |            |            |                    |                    |  |  |                    |                    |
|  |            |        |            |            |                    |                    |  |  |                    |                    |

### Finali 5º - 7º posto
|  | Semifinali | Semifinali | Semifinali |          |         | 5º/6º posto | 5º/6º posto | 5º/6º posto |  |
|  |            |            |            |          |         |             |             |             |  |
|  | Ungheria   | Ungheria   | 0          |          |         |             |             |             |  |
|  | Ungheria   | Ungheria   | 0          |          |         |             |             |             |  |
|  | Turchia    | Turchia    | 3          |          |         |             |             |             |  |
|  | Turchia    | Turchia    | 3          |          | Turchia | Turchia     | 3           |             |  |
|  |            |            |            |          | Turchia | Turchia     | 3           |             |  |
|  |            |            | Germania   | Germania | 2       |             |             |             |  |
|  | Ucraina    | Ucraina    | Germania   | Germania | 2       | 0           |             |             |  |
|  | Ucraina    | Ucraina    |            |          |         | 0           |             |             |  |
|  | Germania   | Germania   | 3          |          |         | 7º/8º posto | 7º/8º posto | 7º/8º posto |  |
|  | Germania   | Germania   | 3          |          |         |             |             |             |  |
|  |            |            |            |          |         |             |             |             |  |
|  |            |            |            |          |         | Ungheria    | Ungheria    | 3           |  |
|  |            |            |            |          |         | Ungheria    | Ungheria    | 3           |  |
|  |            |            |            |          |         | Ucraina     | Ucraina     | 1           |  |

### Finali 9º - 11º posto
|  | Semifinali  | Semifinali  | Semifinali |           |        | 9º/10º posto  | 9º/10º posto  | 9º/10º posto  |  |
|  |             |             |            |           |        |               |               |               |  |
|  | Russia      | Russia      | 3          |           |        |               |               |               |  |
|  | Russia      | Russia      | 3          |           |        |               |               |               |  |
|  | Paesi Bassi | Paesi Bassi | 1          |           |        |               |               |               |  |
|  | Paesi Bassi | Paesi Bassi | 1          |           | Russia | Russia        | 3             |               |  |
|  |             |             |            |           | Russia | Russia        | 3             |               |  |
|  |             |             | Rep. Ceca  | Rep. Ceca | 1      |               |               |               |  |
|  | Grecia      | Grecia      | Rep. Ceca  | Rep. Ceca | 1      | 0             |               |               |  |
|  | Grecia      | Grecia      |            |           |        | 0             |               |               |  |
|  | Rep. Ceca   | Rep. Ceca   | 3          |           |        | 11º/12º posto | 11º/12º posto | 11º/12º posto |  |
|  | Rep. Ceca   | Rep. Ceca   | 3          |           |        |               |               |               |  |
|  |             |             |            |           |        |               |               |               |  |
|  |             |             |            |           |        | Paesi Bassi   | Paesi Bassi   | 3             |  |
|  |             |             |            |           |        | Paesi Bassi   | Paesi Bassi   | 3             |  |
|  |             |             |            |           |        | Grecia        | Grecia        | 1             |  |

## Podio

### Campione
Formazione: 1 Delfien Brugman, 2 Charlotte De Vreese, 3 Sarah Dovogja, 4 Laura Heyrman, 5 Lotte Penders, 6 Elien Ruysschaert, 7 Juliette Thévenin, 8 Ilka van de Vyver, 9 Lore Van den Vonder, 10 Lise Van Hecke, 11 Sophie Van Nimmen, 12 Karolien Vleugels, CT: Julien van de Vyver

### Secondo posto
Formazione: 1 Ana Bjelica, 2 Aleksandra Jocić, 3 Sara Klisura, 4 Ivana Luković, 5 Jelena Medarević, 6 Marija Mihajlović, 7 Ivana Mrdak, 8 Danica Radenković, 9 Ljiljana Ranković, 10 Maja Savić, 11 Jovana Stevanović, 12 Aleksandra Vuković, CT: Marijana Mirosavljević

### Terzo posto
Formazione: 1 Laura Baggi, 2 Floriana Bertone, 3 Marika Bianchini, 4 Letizia Camera, 5 Anna Caneva, 6 Sara Carrara, 7 Valentina Diouf, 8 Angela Gabbiadini, 9 Elena Gabrieli, 10 Giulia Pisani, 11 Chiara Scarabelli, 12 Erica Vietti, CT: Maurizio Moretti

## Classifica finale
| Classifica | Squadre     | Qualificazione                       |
| ---------- | ----------- | ------------------------------------ |
| Oro        | Belgio      | Campionato europeo pre-juniores 2011 |
| Argento    | Serbia      |                                      |
| Bronzo     | Italia      |                                      |
| 4          | Slovacchia  |                                      |
| 5          | Turchia     |                                      |
| 6          | Germania    |                                      |
| 7          | Ungheria    |                                      |
| 8          | Ucraina     |                                      |
| 9          | Russia      |                                      |
| 10         | Rep. Ceca   |                                      |
| 11         | Paesi Bassi |                                      |
| 12         | Grecia      |                                      |